# Mesechiteae
Mesechiteae je tribus zimzelenovki, dio potporodice Apocynoideae. Sastoji se od 5 rodova (penjačice), tipični je  Mesechites s vrstom Mesechites mansoanus iz Brazila i Paragvaja. 
Tribus je opisan u On the Apocynaceae of South America 10. 1878.

## Rodovi
1. Allomarkgrafia Woodson (10 spp.)
2. Forsteronia G.Mey. (44 spp.)
3. Mandevilla Lindl. (192 spp.)
4. Mesechites Müll. Arg. in Mart. (8 spp.)
5. Tintinnabularia Woodson (3 spp.)